# گودهوپ (ویرجینیای غربی)
گودهوپ (به انگلیسی: Goodhope) یک منطقهٔ مسکونی در ایالات متحده آمریکا است که در شهرستان هریسون، ویرجینیای غربی واقع شده‌است. گودهوپ ۳۱۰٫۹ متر بالاتر از سطح دریا واقع شده‌است.